# 7 Days of Funk
7 Days of Funk — студийный альбом Dâm-Funk & Snoopzilla (он же Snoop Dogg/Snoop Lion), выпущенный 10 декабря 2013 года через Stones Throw Records и первый альбом, где Snoop исполнительный продюсер, начиная с его значительного дебютного альбома Doggystyle. Альбом записывался в 2013 году, в The Compound и Funkmosphere Lab в Los Angeles, и был сведён в Bernie Grundman Mastering в Hollywood.
В альбоме также присутствуют треки членов группы Tha Dogg Pound: Daz Dillinger и Kurupt. А также легендарный барабанщик-вокалист Steve Arrington, недавний сотрудник Dâm-Funk.
В целом, альбом 7 Days of Funk получил положительные отзывы от музыкальных критиков.

## Синглы
Первый сингл «Faden Away», вышел 8 октября 2013 года, через Stones Throw Records на SoundCloud. Позже, стал доступен в магазине iTunes 15 октября 2013 года. 21 октября, 2013 года Dâm-Funk и Snoopzilla исполнили свой сингл на Jimmy Kimmel Live!, также спев песню из EP: «Do My Thang.» 5 ноября, 2013 года, был выпущен клип на «Faden Away.»
| Совокупная оценка    | Совокупная оценка |
| Источник             | Оценка            |
| -------------------- | ----------------- |
| Metacritic           | 71/100            |
| Оценки критиков      |                   |
| Источник             | Оценка            |
| AllMusic             | [ 9 ]             |
| Blurt Magazine       | [ 10 ]            |
| Consequence of Sound | [ 11 ]            |
| Exclaim!             | 9/10              |
| HipHopDX             | [ 13 ]            |
| Pitchfork Media      | 7/10              |
| Rolling Stone        | [ 15 ]            |
| Slant Magazine       | [ 16 ]            |
| Spin                 | 7/10              |
| XXL                  | 4/5 (XL)          |

## Список композиций
- Все песни спродюсировал Dâm-Funk.

| №  | Название                                   | Автор(ы)                             | Длительность |
| -- | ------------------------------------------ | ------------------------------------ | ------------ |
| 1. | «Hit Da Pavement»                          | C. Broadus, D. Riddick               | 4:16         |
| 2. | «Let It Go»                                | C. Broadus, D. Riddick               | 4:34         |
| 3. | «Faden Away»                               | C. Broadus, D. Riddick               | 5:40         |
| 4. | «1Question?» (при участии Steve Arrington) | S. Arrington, C. Broadus, D. Riddick | 3:45         |
| 5. | «Ride» (при участии Kurupt)                | C. Broadus, R. Brown, D. Riddick     | 4:04         |
| 6. | «Do My Thang»                              | C. Broadus, D. Riddick               | 4:47         |
| 7. | «I'll Be There 4U»                         | C. Broadus, D. Riddick               | 3:18         |

| №  | Название                                  | Автор(ы)                                    | Длительность |
| -- | ----------------------------------------- | ------------------------------------------- | ------------ |
| 8. | «Systamatic» (при участии Tha Dogg Pound) | D. Arnaud, C. Broadus, R. Brown, D. Riddick | 3:32         |

| №  | Название       | Автор(ы)               | Длительность |
| -- | -------------- | ---------------------- | ------------ |
| 9. | «High Wit' Me» | C. Broadus, D. Riddick | 3:02         |

| №  | Название | Автор(ы)               | Длительность |
| -- | -------- | ---------------------- | ------------ |
| 9. | «Wingz»  | C. Broadus, D. Riddick |              |

Дополнительно
- «Hit Da Pavement» — дополнительный вокал Bootsy Collins.
- «Let It Go» содержит интерполяции из «Feels So Real (Won’t Let Go)» написанный Patrice Rushen и Freddie Washington.

## Персонал
Список персонала альбома 7 Days of Funk подтверждён на AllMusic и из буклета альбома.
- 7 Days of Funk — главный артист
- Delmar «Daz Dillinger» Arnaud — композитор
- Steve Arrington — композитор, вторичный артист
- Kevin Barkey — менеджмент (Snoopzilla)
- Calvin «Snoopzilla» Broadus — композитор, исполнительный продюсер, вокал
- Ricardo «Kurupt» Brown — композитор, вторичный артист
- Ted Chung — менеджмент (Snoopzilla)
- Cole M.G.N. — миксовка
- Bootsy Collins — бэк-вокал
- Tha Dogg Pound — вторичный артист
- Brian «Big Bass» Gardner — mastering
- Wes Harden — менеджмент (Dâm-Funk)
- Lawrence Hubbard — иллюстрация обложки
- Jeff Jank — арт-директор
- Shon Lawon — инженер, миксовка, бэк-вокал
- Damon «Dâm-Funk» Riddick — инженер, инструменты, продюсер
- Patrice Rushen — композитор
- Brent Smith — заказы
- Frank Vasquez — A&R, инженер
- Freddie Washington — композитор
- Val Young — бэк-вокал

## История релиза
| Дата            | Формат(ы)                    | Лейбл        | Выпуск     | Каталог | Ссылки |
| --------------- | ---------------------------- | ------------ | ---------- | ------- | ------ |
| 10 декабря 2013 | LP, CD, Цифровая дистрибуция | Stones Throw | Standard   | STH2334 | [ 22 ] |
| 5 февраля 2014  | LP                           | Stones Throw | 45 Box Set | STH2335 | [ 23 ] |